# シャルヴァ・ピピア
シャルヴァ・ピピア（グルジア語: შალვა ფიფია、グルジア語ラテン翻字: Shalva Pipia、1976年2月26日 – ）は、ジョージアの政治家。2013年から2014年まで農業大臣を務めた。

## 生涯
1992年から1993年までトビリシ国立大学の国際経済関係学部で学び、1993年から1995年までマンチェスター・メトロポリタン大学に在籍。1999年にオックスフォード・ブルックス大学を卒業。2007年にコーカサス大学経営大学院で経営学修士号を取得。
ピピアは2012年11月に農業次官として任命を受けた。2013年5月、ダヴィト・キルヴァリゼ農業大臣が省内の汚職事件を受けて辞任したことに伴い、ピピアが大臣の職務を代行。5月24日、ビジナ・イヴァニシヴィリ首相はピピアを後任の農業次官に指名した。
ピピアは2013年10月上旬、マイア・パンジキゼ外務大臣やギオルギ・ペルタイア国家投資局長らとともにカタールを訪問し、政治・通商・文化・教育における今後の協力関係を協議した。2014年1月下旬、マイア・パンジキゼ外務大臣やギオルギ・クヴィリカシヴィリ経済・持続的発展大臣らとともにイスラエルを訪問し、両国のパートナー関係の拡大を協議した。2014年5月中旬、イラクリ・ガリバシヴィリ首相および主要閣僚6名とともにブリュッセルを訪問し、ジョージアとEUの連合協定署名に先立つ欧州委員会との会合に参加した。2014年6月上旬、イラクリ・ガリバシヴィリ首相のドイツ訪問に主要閣僚4名らと同行し、EU加盟やNATO加盟、ロシアとの関係改善について会談を行った。2014年6月下旬、ジョージアを訪問したイスラエルのヤイル・シャミル農業・地方開発大臣と会談し、農業分野での両国の協力に係る合意に署名した。2014年7月21日、イラクリ・ガリバシヴィリ首相は内閣改造を発表。ピピアはダヴィト・ダラフヴェリゼ国内避難民大臣ら4名の閣僚とともに内閣を外れることになった。後任にはオタル・ダネリア第一農業次官が指名された。